# Quekettia vermeuleniana
Quekettia vermeuleniana är en orkidéart som beskrevs av Ronald Oskar Determann. Quekettia vermeuleniana ingår i släktet Quekettia och familjen orkidéer. Inga underarter finns listade i Catalogue of Life.

## Bildgalleri

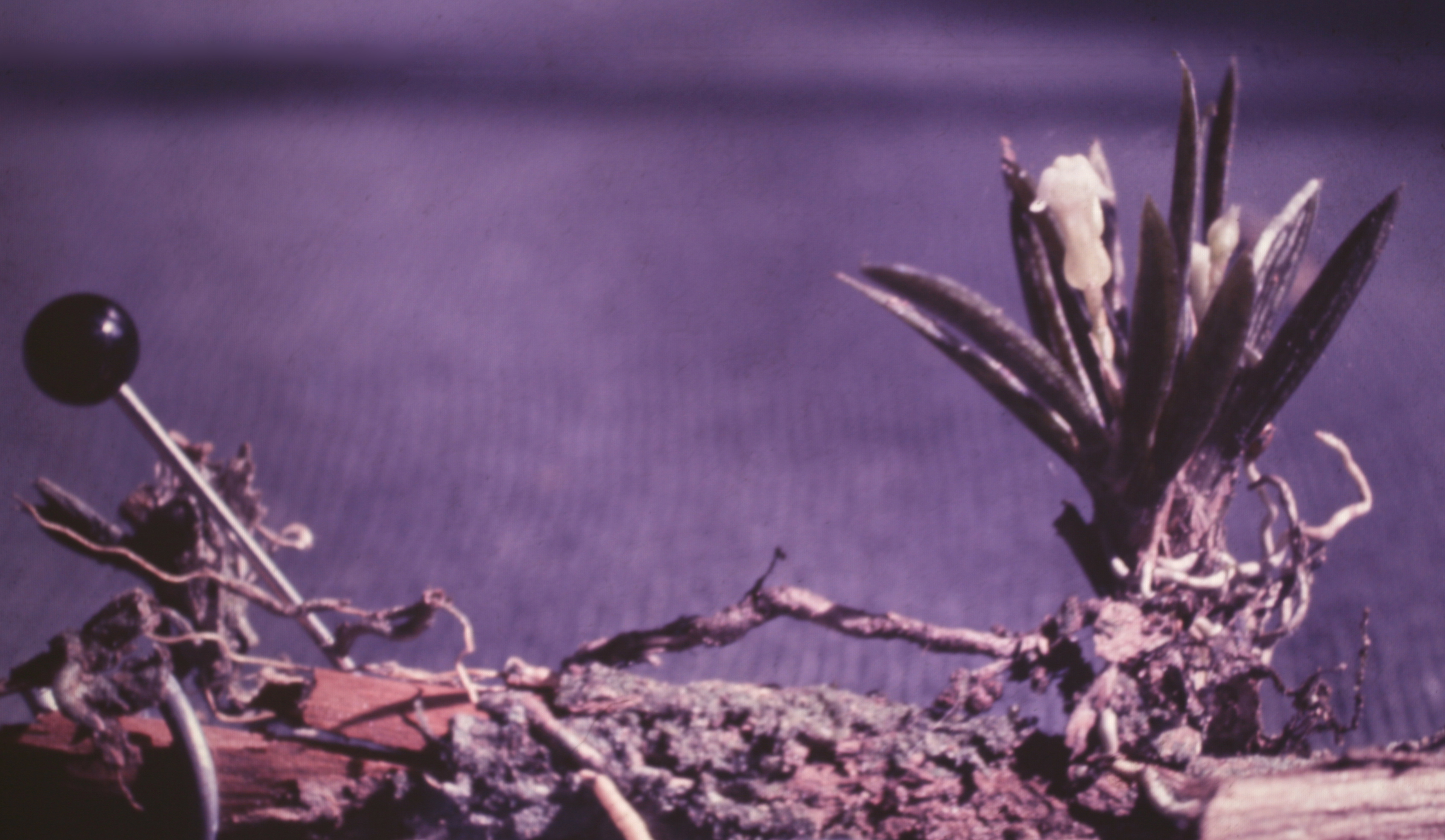
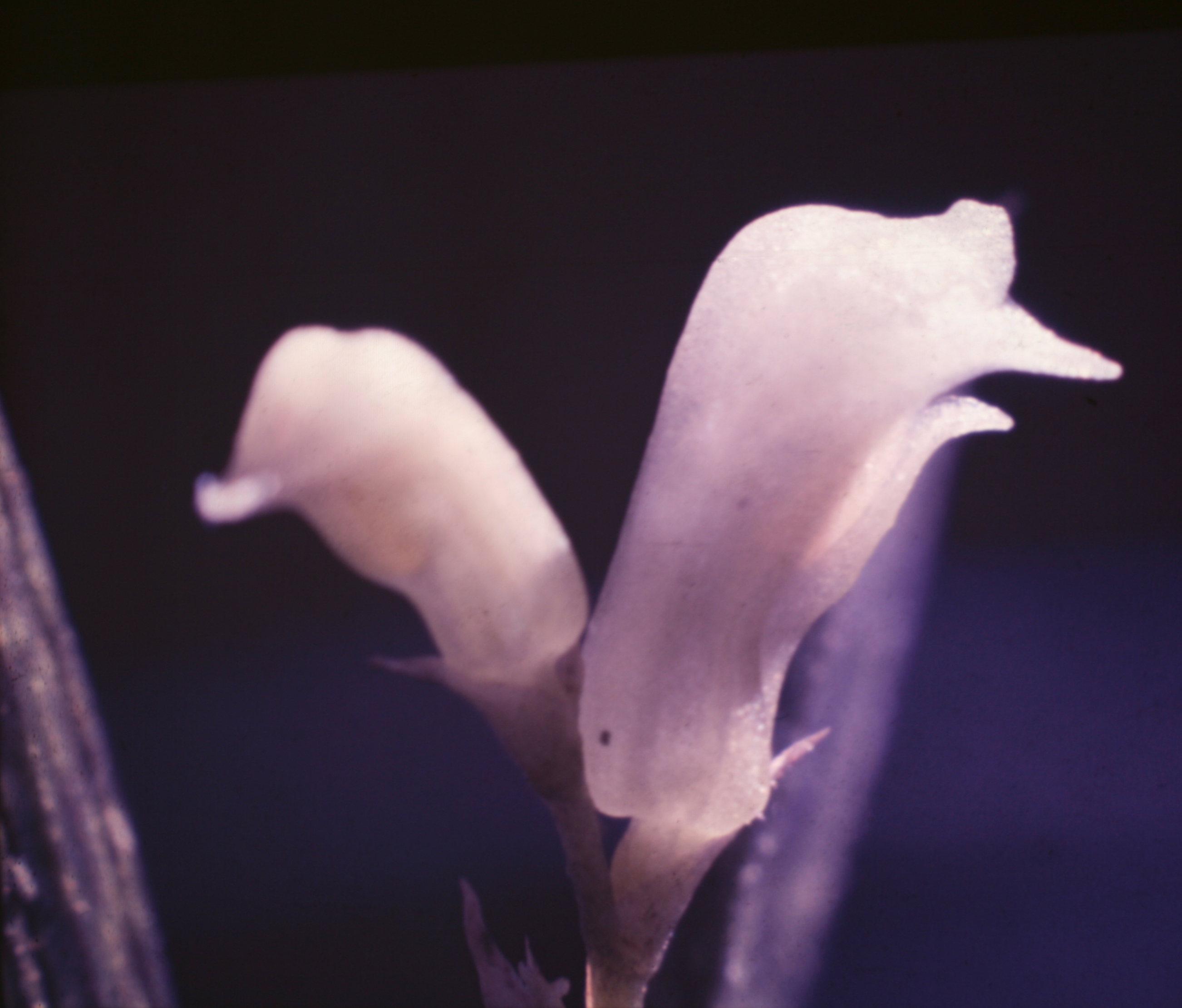